# Pianda (wieś)
Pianda (ros. Пянда) – wieś (dieriewnia) w Rosji, w obwodzie archangielskim, w rejonie winogradowskim. W 2010 liczyła 103 mieszkańców.